# Werner Zeil
Werner Zeil (* 19. November 1919 in Darmstadt; † 25. Oktober 2003) war ein deutscher Geologe und Hochschullehrer.

## Leben
Werner Zeil wurde als Sohn des Architekten Karl Zeil und dessen Ehefrau Margret Zeil, geborene Rathgeber, geboren. An den Universitäten Göttingen und München studierte er Philosophie und Geologie. 1948 erlangte er das Diplom in Geologie, 1951 wurde er zum Dr. rer. nat. promoviert. 1954 erfolgte die Habilitation in München. Ab 1954 lehrte er als Privatdozent an der Universität München. 1956 war er Gastforscher an der Universidad de Chile in Santiago de Chile, 1957/58 Lehrstuhlvertreter an der Universität Heidelberg. 1960 ernannte ihn die Universität München zum außerplanmäßigen Professor für Geologie und Paläontologie. Im selben Jahr wurde Zeil als Ordinarius und Institutsdirektor an die Technische Universität Berlin berufen. 1985 wurde er emeritiert.
Von 1958 bis 1961 war er zudem Schriftführer der Geologischen Vereinigung und seit 1961 auch der Deutschen Geologischen Gesellschaft. Ab 1982 war er Vorsitzender der Geologischen Vereinigung in Mendig.
Zeil war Autor von über 70 Zeitschriftenartikeln. Er bearbeitete den Abriß der Geologie von Roland Brinkmann und verfasste Monographien über die Geologie Chiles (1964) und über die Geologie Südamerikas (1986). Von 1965 bis 1981 war er Schriftleiter der Geologischen Rundschau.
Werner Zeil war seit 1948 mit Ursula Zeil, geborene Sommer, verheiratet und hatte mit ihr drei Kinder (Jochen, Peter und den späteren bayrischen Politiker Martin Zeil).

## Schriften (Auswahl)
- Geologie von Chile. Bornträger, Berlin 1964.
- als Hrsg.: Geotektonische Forschungen. 1971 ff.
- Brinkmanns Abriß der Geologie. 12. Auflage 1980.
- The Andes. A geological review. 1979.
- Südamerika (= Geologie der Erde. Bd. 1). Enke, Stuttgart 1986.